# В'язькутин-2
В'язькутин-2 (біл. вёска Вязькуціна-2) — село в складі Березинського району Мінської області, Білорусь. Село підпорядковане Капланецькій сільській раді, розташоване в східній частині області.